# Aleksandr Marczukow
Aleksandr Marczukow, ros. Александр Марчуков (ur. 8 października 2000 w Petersburgu) – rosyjski skoczek narciarski. Uczestnik mistrzostw świata juniorów (2018). Dwukrotny brązowy medalista zimowego olimpijskiego festiwalu młodzieży Europy (2017). Medalista mistrzostw kraju w konkursach drużynowych.

## Przebieg kariery
W sierpniu 2015 zadebiutował w FIS Cup, zajmując 52. miejsce w Szczyrku. Pierwsze punkty zdobył w październiku 2016 w Râșnovie gdzie zajął 29. miejsce. W lutym 2017 wystartował na Zimowym Olimpijskim Festiwalu Młodzieży Europy 2017, gdzie zajął 7. miejsce indywidualnie, a w zawodach drużynowych i drużyn mieszanych zdobył brązowe medale. W lutym 2018 wystartował na Mistrzostwach Świata Juniorów w Narciarstwie Klasycznym 2018, gdzie zajął 39. miejsce indywidualnie oraz 8. w konkursie drużynowym. 
W lipcu 2019 zadebiutował w Letnim Pucharze Kontynentalnym, zajmując 26. miejsce w Szczuczyńsku. W międzynarodowych zawodach organizowanych przez FIS po raz ostatni wystartował w styczniu 2020, zajmując 63. i 62. miejsce w konkursach FIS Cupu w Rastbüchl.
Zdobywał brązowe medale mistrzostw Rosji w konkursach drużynowych: brązowy w 2017 oraz srebrny w 2019.

## Mistrzostwa świata juniorów

### Indywidualnie
| 2018 Kandersteg | – | 39. miejsce |

### Drużynowo
| 2018 Kandersteg | – | 8. miejsce |

### Starty A. Marczukowa na mistrzostwach świata juniorów – szczegółowo
| Miejsce | Dzień    | Rok  | Miejscowość | Skocznia           | Punkt K | HS     | Konkurs  | Skok 1 | Skok 2 | Nota                  | Strata    | Zwycięzca      |
| ------- | -------- | ---- | ----------- | ------------------ | ------- | ------ | -------- | ------ | ------ | --------------------- | --------- | -------------- |
| 39.     | 1 lutego | 2018 | Kandersteg  | Lötschberg-Schanze | K-95    | HS-106 | indywid. | 80,0 m | –      | 94,3 pkt              | 197,1 pkt | Marius Lindvik |
| 8.      | 3 lutego | 2018 | Kandersteg  | Lötschberg-Schanze | K-95    | HS-106 | druż.    | 85,5 m | 89,5 m | 844,0 pkt (206,0 pkt) | 224,5 pkt | Niemcy         |

## Zimowy olimpijski festiwal młodzieży Europy

### Indywidualnie
| 2017 Erzurum | – | 7. miejsce |

### Drużynowo
| 2017 Erzurum | – | brązowy medal, brązowy medal (drużyna mieszana) |

### Starty A. Marczukowa na zimowym olimpijskim festiwalu młodzieży Europy – szczegółowo
| Miejsce | Dzień     | Rok  | Miejscowość | Skocznia       | Punkt K | HS     | Konkurs      | Skok 1 | Skok 2 | Nota                  | Strata    | Zwycięzca |
| ------- | --------- | ---- | ----------- | -------------- | ------- | ------ | ------------ | ------ | ------ | --------------------- | --------- | --------- |
| 7.      | 14 lutego | 2017 | Erzurum     | Kiremitliktepe | K-95    | HS-109 | indywid.     | 91,5 m | 88,0 m | 205,3 pkt             | 56,0 pkt  | Timi Zajc |
| 3.      | 16 lutego | 2017 | Erzurum     | Kiremitliktepe | K-95    | HS-109 | druż.        | 93,5 m | 94,0 m | 791,0 pkt (201,7 pkt) | 145,2 pkt | Słowenia  |
| 3.      | 17 lutego | 2017 | Erzurum     | Kiremitliktepe | K-95    | HS-109 | druż. miesz. | 98,5 m | 90,0 m | 653,9 pkt (196,2 pkt) | 182,7 pkt | Słowenia  |

## Letni Puchar Kontynentalny

### Miejsca w klasyfikacji generalnej
| Sezon | Miejsce |
| ----- | ------- |
| 2019  | 114.    |

### Miejsca w poszczególnych konkursachLetniego Pucharu Kontynentalnego
| Źródło                                                                        | Źródło      | Źródło            | Źródło            | Źródło      | Źródło      | Źródło         | Źródło         | Źródło      | Źródło      | Źródło            | Źródło            | Źródło      | Źródło      | Źródło            | Źródło            | Źródło | Źródło | Źródło | Źródło | Źródło | Źródło | Źródło | Źródło | Źródło | Źródło | Źródło |
| ----------------------------------------------------------------------------- | ----------- | ----------------- | ----------------- | ----------- | ----------- | -------------- | -------------- | ----------- | ----------- | ----------------- | ----------------- | ----------- | ----------- | ----------------- | ----------------- | ------ | ------ | ------ | ------ | ------ | ------ | ------ | ------ | ------ | ------ | ------ |
| 2019                                                                          |             |                   |                   |             |             |                |                |             |             |                   |                   |             |             |                   |                   |        |        |        |        |        |        |        |        |        |        |        |
| Kranj HS109                                                                   | Kranj HS109 | Szczuczyńsk HS140 | Szczuczyńsk HS140 | Wisła HS134 | Wisła HS134 | Frenštát HS106 | Frenštát HS106 | Râșnov HS97 | Râșnov HS97 | Lillehammer HS140 | Lillehammer HS140 | Stams HS115 | Stams HS115 | Klingenthal HS140 | Klingenthal HS140 | punkty |        |        |        |        |        |        |        |        |        |        |
| -                                                                             | -           | -                 | 26                | -           | -           | -              | -              | -           | -           | -                 | -                 | -           | -           | -                 | -                 | 5      |        |        |        |        |        |        |        |        |        |        |
| Legenda                                                                       |             |                   |                   |             |             |                |                |             |             |                   |                   |             |             |                   |                   |        |        |        |        |        |        |        |        |        |        |        |
| 1 2 3 4-10 11-30 poniżej 30 dq – dyskwalifikacja - − zawodnik nie wystartował |             |                   |                   |             |             |                |                |             |             |                   |                   |             |             |                   |                   |        |        |        |        |        |        |        |        |        |        |        |

## FIS Cup

### Miejsca w klasyfikacji generalnej
| Sezon     | Miejsce |
| --------- | ------- |
| 2016/2017 | 180.    |
| 2019/2020 | 126.    |

### Miejsca w poszczególnych konkursachFIS Cupu
| Źródło                                                                        | Źródło        | Źródło           | Źródło           | Źródło       | Źródło       | Źródło           | Źródło           | Źródło             | Źródło             | Źródło         | Źródło         | Źródło        | Źródło        | Źródło               | Źródło               | Źródło          | Źródło          | Źródło         | Źródło         | Źródło       | Źródło       | Źródło    | Źródło    | Źródło | Źródło | Źródło | Źródło | Źródło | Źródło | Źródło | Źródło | Źródło | Źródło | Źródło | Źródło | Źródło | Źródło | Źródło | Źródło |        |
| ----------------------------------------------------------------------------- | ------------- | ---------------- | ---------------- | ------------ | ------------ | ---------------- | ---------------- | ------------------ | ------------------ | -------------- | -------------- | ------------- | ------------- | -------------------- | -------------------- | --------------- | --------------- | -------------- | -------------- | ------------ | ------------ | --------- | --------- | ------ | ------ | ------ | ------ | ------ | ------ | ------ | ------ | ------ | ------ | ------ | ------ | ------ | ------ | ------ | ------ | ------ |
| Sezon 2015/2016                                                               |               |                  |                  |              |              |                  |                  |                    |                    |                |                |               |               |                      |                      |                 |                 |                |                |              |              |           |           |        |        |        |        |        |        |        |        |        |        |        |        |        |        |        |        |        |
| Villach                                                                       | Villach       | Kuopio           | Kuopio           | Szczyrk      | Szczyrk      | Einsiedeln       | Einsiedeln       | Râșnov             | Râșnov             | Notodden       | Notodden       | Zakopane      | Zakopane      | Pjongczang           | Pjongczang           | Whistler        | Whistler        | Eau Claire     | Eau Claire     | Planica      | Planica      | Harrachov | Harrachov | punkty |        |        |        |        |        |        |        |        |        |        |        |        |        |        |        |        |
| -                                                                             | -             | -                | -                | 52           | 38           | -                | -                | -                  | -                  | -              | -              | -             | -             | -                    | -                    | -               | -               | -              | -              | 45           | 52           | 38        | 58        | 0      |        |        |        |        |        |        |        |        |        |        |        |        |        |        |        |        |
| Sezon 2016/2017                                                               |               |                  |                  |              |              |                  |                  |                    |                    |                |                |               |               |                      |                      |                 |                 |                |                |              |              |           |           |        |        |        |        |        |        |        |        |        |        |        |        |        |        |        |        |        |
| Villach HS98                                                                  | Villach HS98  | Szczyrk HS106    | Szczyrk HS106    | Kuopio HS127 | Kuopio HS127 | Einsiedeln HS117 | Einsiedeln HS117 | Hinterzarten HS108 | Hinterzarten HS108 | Râșnov HS100   | Râșnov HS100   | Notodden HS98 | Notodden HS98 | Zakopane HS134       | Zakopane HS134       | Eau Claire HS95 | Eau Claire HS95 | Sapporo HS100  | Sapporo HS134  | punkty       | punkty       | punkty    | punkty    | punkty | punkty | punkty | punkty | punkty | punkty | punkty | punkty | punkty | punkty | punkty | punkty | punkty | punkty | punkty |        |        |
| -                                                                             | -             | -                | -                | -            | -            | -                | -                | -                  | -                  | 29             | 34             | -             | -             | -                    | -                    | -               | -               | -              | -              | 2            | 2            | 2         | 2         | 2      | 2      | 2      | 2      | 2      | 2      | 2      | 2      | 2      | 2      | 2      | 2      | 2      | 2      | 2      |        |        |
| Sezon 2017/2018                                                               |               |                  |                  |              |              |                  |                  |                    |                    |                |                |               |               |                      |                      |                 |                 |                |                |              |              |           |           |        |        |        |        |        |        |        |        |        |        |        |        |        |        |        |        |        |
| Villach                                                                       | Villach       | Kuopio           | Kuopio           | Kandersteg   | Kandersteg   | Râșnov           | Râșnov           | Whistler           | Whistler           | Notodden       | Notodden       | Zakopane      | Zakopane      | Planica              | Planica              | Rastbüchl       | Rastbüchl       | Villach        | Villach        | Falun        | punkty       | punkty    | punkty    | punkty | punkty | punkty | punkty | punkty | punkty | punkty | punkty | punkty | punkty | punkty | punkty | punkty | punkty | punkty | punkty |        |
| -                                                                             | -             | -                | -                | -            | -            | -                | -                | -                  | -                  | -              | -              | -             | -             | -                    | -                    | -               | -               | 36             | 42             | 38           | 0            | 0         | 0         | 0      | 0      | 0      | 0      | 0      | 0      | 0      | 0      | 0      | 0      | 0      | 0      | 0      | 0      | 0      | 0      |        |
| Sezon 2018/2019                                                               |               |                  |                  |              |              |                  |                  |                    |                    |                |                |               |               |                      |                      |                 |                 |                |                |              |              |           |           |        |        |        |        |        |        |        |        |        |        |        |        |        |        |        |        |        |
| Villach HS98                                                                  | Villach HS98  | Szczyrk HS106    | Szczyrk HS106    | Râșnov HS97  | Râșnov HS97  | Notodden HS100   | Notodden HS100   | Park City HS100    | Park City HS100    | Zakopane HS140 | Zakopane HS140 | Planica HS102 | Planica HS102 | Rastbüchl HS78       | Rastbüchl HS78       | Villach HS98    | Villach HS98    | punkty         | punkty         | punkty       | punkty       | punkty    | punkty    | punkty | punkty | punkty | punkty | punkty | punkty | punkty | punkty | punkty | punkty | punkty | punkty | punkty |        |        |        |        |
| -                                                                             | -             | -                | -                | -            | -            | -                | -                | -                  | -                  | -              | -              | -             | -             | -                    | -                    | 60              | 52              | 0              | 0              | 0            | 0            | 0         | 0         | 0      | 0      | 0      | 0      | 0      | 0      | 0      | 0      | 0      | 0      | 0      | 0      | 0      |        |        |        |        |
| Sezon 2019/2020                                                               |               |                  |                  |              |              |                  |                  |                    |                    |                |                |               |               |                      |                      |                 |                 |                |                |              |              |           |           |        |        |        |        |        |        |        |        |        |        |        |        |        |        |        |        |        |
| Szczyrk HS104                                                                 | Szczyrk HS104 | Szczuczyńsk HS99 | Szczuczyńsk HS99 | Ljubno HS94  | Ljubno HS94  | Pjongczang HS109 | Pjongczang HS109 | Râșnov HS97        | Râșnov HS97        | Villach HS98   | Villach HS98   | Notodden HS98 | Notodden HS98 | Oberwiesenthal HS105 | Oberwiesenthal HS105 | Zakopane HS140  | Zakopane HS140  | Rastbüchl HS78 | Rastbüchl HS78 | Villach HS98 | Villach HS98 | punkty    | punkty    | punkty | punkty | punkty | punkty | punkty | punkty | punkty | punkty | punkty | punkty | punkty | punkty | punkty | punkty | punkty | punkty | punkty |
| -                                                                             | -             | 16               | 25               | -            | -            | -                | -                | -                  | -                  | -              | -              | -             | -             | 43                   | -                    | -               | -               | 63             | 62             | -            | -            | 21        | 21        | 21     | 21     | 21     | 21     | 21     | 21     | 21     | 21     | 21     | 21     | 21     | 21     | 21     | 21     | 21     | 21     | 21     |
| Legenda                                                                       |               |                  |                  |              |              |                  |                  |                    |                    |                |                |               |               |                      |                      |                 |                 |                |                |              |              |           |           |        |        |        |        |        |        |        |        |        |        |        |        |        |        |        |        |        |
| 1 2 3 4-10 11-30 poniżej 30 dq – dyskwalifikacja - − zawodnik nie wystartował |               |                  |                  |              |              |                  |                  |                    |                    |                |                |               |               |                      |                      |                 |                 |                |                |              |              |           |           |        |        |        |        |        |        |        |        |        |        |        |        |        |        |        |        |        |